# 失之偏颇
《失之偏颇》（Totally Biased with W. Kamau Bell）是美国单口喜剧电视节目，于2012年8月9日开始在FX有线台开始播出，主持人为喜剧明星W·克莫·贝尔。在台上，贝尔对于近期的新闻报道和热点事件进行喜剧化的点评。

## 制作
在最初的5集播出后，2012年9月18日，FX宣布续订7集。第12集于2012年11月16日结束播出。在11月27日，FX宣布再次续订13集，并于2013年1月17日开始播出。在修正后，新集于5月9日重新开始播出。2013年11月13日，FXX宣布取消该节目，最后一集于次日播出。